# Resh
Resh是许多闪米特字母表中的第二十个字母，包括腓尼基字母、亚兰字母、希伯来字母‎与阿拉伯字母‎。其发音通常为[r]或[ɾ]，不过在希伯来语中也发[ʁ]或[ʀ]音。
在大多闪米特语言中，字母resh与字母dalet十分相像。在叙利亚字母中，它们之间的区别仅为一点；在阿拉伯字母中，‎比‎的尾巴更长；而在亚兰字母与希伯来字母中，则是圆角与直角的区别。
腓尼基字母还演变成为希腊字母Ρ、伊特拉斯坎字母r 、拉丁字母R以及西里尔字母Р。